# スパイダーマンのテレビ作品
スパイダーマンは、テレビドラマとテレビアニメだけでなくテレビ番組でも登場しており、メディアミックス作品にも登場している。

## 実写化作品

### スパイディ・スーパー・ストーリーズ
ザ・エレクトリック・カンパニーで1974年から1977年まで放送されたコーナー。ダニー・シーグレンがスパイダーマンを演じている。この作品ではナレーションが本編のストーリーを語り、スパイダーマンは一言も喋らないままに吹き出しで表現する形となっている。

### スパイダーマン（1977）

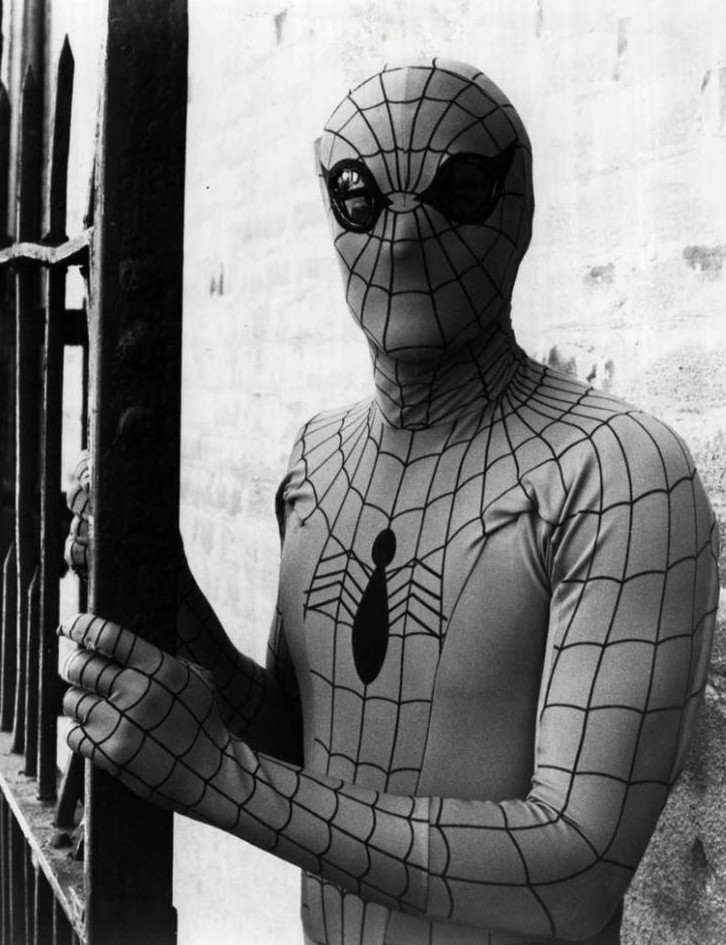
ニコラス・ハモンドが演じたスパイダーマンの写真

1977年、ニコラス・ハモンド主演のアメイジング・スパイダーマンが制作された。この作品は高評価を叩き出すほど有名だったが、CBSは、「スーパーヒーローネットワーク」というラベルを避け、シーズン2放送後にワンダーウーマンと合わせて中止した。そのため、パイロット版及びシーズン1が5本分、シーズン2が8本分あり、シーズンごとに製作された分を計算すると13話分しか放送されていない。この作品から一部の回が映画シリーズとして海外にて公開されている。: パイロット版スパイダーマン（1977年製作）、スパイダーマン プルトニウムを追え（1978年製作）、スパイダーマン ドラゴンの挑戦（1981年製作）。日本では3部作のみ放送され、吹き替え版では大塚芳忠が演じている。

### スパイダーマン（1978）

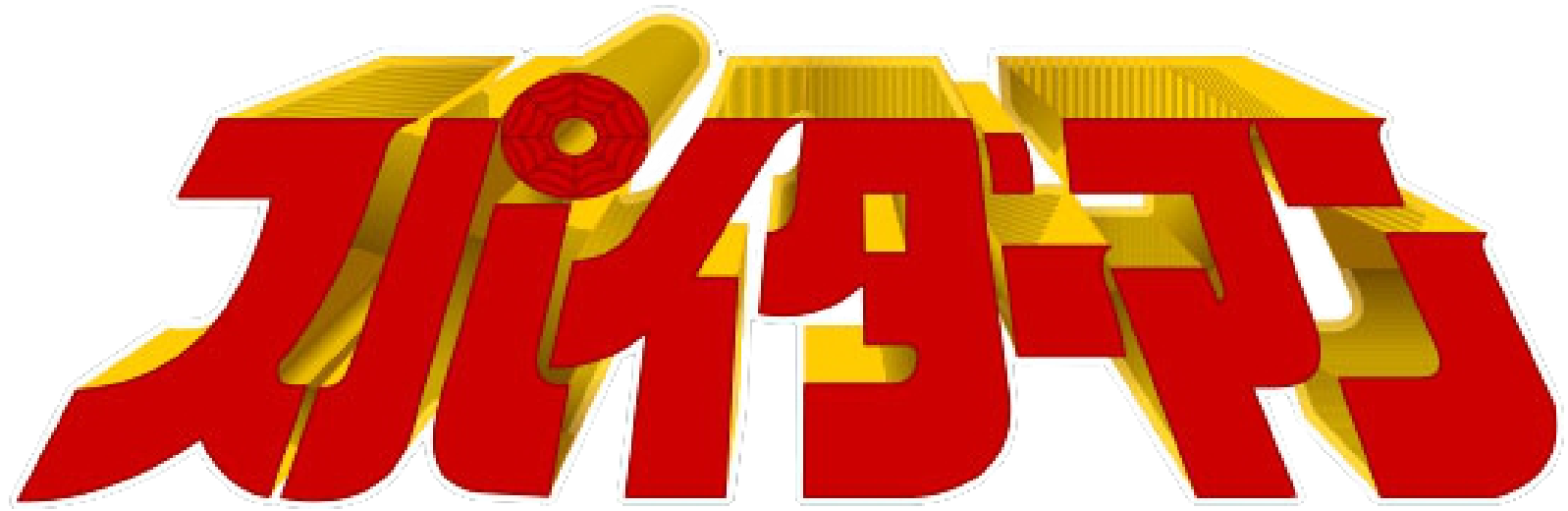
東映特撮版スパイダーマンのタイトルロゴ

1978年、東映は日本のテレビ番組を製作するために、スパイダーマンの特撮ドラマシリーズを制作。原作コミックに登場するピーター・パーカーは登場しないが、代わりに山城拓也が登場する。1970年に刊行された池上遼一原作のコミック「スパイダーマン」とは無関係。

### ノワール
スパイダーマン・ノワールを主役にした実写映画版がMGM+とAmazon Prime Videoで配信される予定となっており、ニコラス・ケイジがノワール役を担当する。

## アニメ作品

### スパイダーマン（1967）
この作品は、1967年から1970年にかけてABCネットワークで放送された。初回シーズンでは、1968年に倒産したグラントレー・ロレンス・アニメーションによって製作され、後にアニメーターのラルフ・バクシが引き継いだ。この作品については低予算で製作されており、アニメーションの背景やキャラクター、ストーリー展開などが再利用されている。エピソードの中には、ロケットロビンフッドのストーリーをスパイダーマンに差し替えた回もある。本作で初めてスパイダーマンのテーマが使われており、日本でも知られている。近年のアメリカでは、本作のインターネット・ミームが流行している。本作ではポール・ソールズが担当している。日本でも何度か放送されたことがあり、富山敬（1974年放送版）と田中秀幸（1981年放送版）の吹き替え版が存在する（いずれもタイトルはスパイダーマンであった（朝日新聞、日本経済新聞、読売新聞、毎日新聞でそれぞれ全て確認済））。アニメ映画のスパイダーバースでアース67のスパイダーマンが登場した際は稲田徹が担当している。アメリカと海外（日本を除く）では、ビデオソフト発売時に来週予告をカットしている。日本でも田中秀幸版を除くが存在していたことがあり、スパイダーマンがミステリーや様々なストーリーに興味を持っている視聴者には「見逃すな！（Don't Miss It!）」と言っていた。

### スパイダーマン（1981）
1981年、アニメスタジオ「マーベル・プロダクション」が設立され、マーベル社はより多くのキャラクターを使用したアニメ作品を製作し、そのキャラクターの注目度を上げるために海外のテレビ局で吹替版のテレビ放送を行った。日本では放送されていないようである。マーベル社は1967年のテレビアニメシリーズを初めて製作した後、1981年に放送されたテレビアニメシリーズをシンジケーションで放送。戦略は見事に成功を遂げ、NBCからスパイダーマンの続編が製作された。こちらのスパイダーマンは、テッド・シュワルツが担当している。

### スパイダーマン&アメイジング・フレンズ（1981）
これを機に、スパイダーマン、 X-メンのアイスマン、ファイアスターという新しい仲間たちをフィーチャーさせたテレビシリーズが、NBCで放送された。こちらはダン・ギルウェザンがスパイダーマンの声を担当しており、日本語吹き替え版では山口建の吹替（創映新社）が1991年にVHSが発売され、2005年に森川智之の吹替がトゥーン・ディズニー（現：ディズニーXD）で放送された。

### スパイダーマン（1994）
本作は1994年に製作され、クリストファー・ダニエル・バーンズがスパイダーマンの声を担当し（日本語吹き替え版では森川智之）、フォックス放送にてテレビ放送された。本作は高予算で制作され、ジョン・ゼンパーが担当した。シーズン1ではエピソードごとにサブタイトルが違ったが、シーズン2以降では『チャプター（第○章）』で数話ごとに固定されていた。これは、2012年製作の「アルティメット・スパイダーマン」が本作を超えるまでは、全シーズン5の全65話を持つ最長のテレビ番組だった。

### スパイダーマン・アンリミテッド（1999）
アメリカでは1999年にFOXで放送された。このシリーズはシーズン1のみ製作されたが、そこまで視聴率が上がっていたのにもかかわらず打ち切られた。こちらはリノ・ロマノがスパイダーマンの声を務めている。

### スパイダーマン 新アニメシリーズ（2003）
この作品は、ソニー・ピクチャーズ テレビジョンがCGアニメの製作に関わり、2003年にはMTVでシーズン1・全13話まで放送された。スパイダーマンの声優はニール・パトリック・ハリスが担当している。日本では日本テレビなどで放送されたことがあり、2002年に公開されたスパイダーマンTMと同じ猪野学が演じている。

### スペクタキュラー・スパイダーマン（2008）
本作は2008年にテレビ放送され、日本でも2009年に放送された。全2シーズン・全26話（シーズン1・シーズン2 全13話）こちらは、ディズニーがマーベルを買収した後にシーズン3の製作をキャンセルしている。声優はジョシュ・キートンが本作のスパイダーマンを担当、日本語吹き替え版では同じく猪野学が担当している。

### アルティメット・スパイダーマン（2012）
こちらは2012年4月1日からアメリカのディズニーXDで放送され、スパイダーマン/ピーターパーカーの声をドレイク・ベルが担当（日本語吹き替え版では川田紳司）。シーズン3では「ウェブ・ウォーリアーズ」、シーズン4では「シニスター・シックス」という副題がついた。日本のディズニーXDでも放送され、テレビ東京とテレビ東京系列ではシーズン3以降を放送。シリーズでは初の6局ネットだが、2局以外（TVQ九州放送とテレビ北海道）では過去に1960年代のテレビシリーズを放送したことがある本作は2017年1月7日に終了し、全104話まで放送された。この時点ではマーベルアニメ作品の中では最も放送回数が多かったが、2019年にはアベンジャーズ・アッセンブルが放送され、この作品を超えて全126話を達成している。

### マーベル スパイダーマン（2017）
アメリカで2017年から放送されている作品、日本でも放送されている。こちらでは、スパイダーマン（声 - ロビー・デイモンド（吹替 - 岩中睦樹））が、マイルズ・モラレス/スパイダーマンII、グウェン・ステイシー/ゴースト・スパイダー、アーニャ・コラソン/スパイダー・ガールとチームを組んで悪者たちと戦っている。

### LEGO マーベル スパイダーマン/ヴェノムの野望（2019）
アメリカでは2019年8月3日にディズニーXDで放送されていたレゴのアニメ、原題は「Lego Marvel Spider-Man: Vexed by Venom」。日本では2020年3月からディズニーデラックスで配信され、その後はDisney+で配信されていた。
キャスト
| キャラクター                              | 担当声優             | 日本語吹替 |
| ----------------------------------------- | -------------------- | ---------- |
| ピーター・パーカー/スパイダーマン         | ロビー・デイモンド   | 岩中睦樹   |
| ヴェノム                                  | ベン・プロンスキー   | 藤井隼     |
| グウェン・ステイシー/ゴースト・スパイダー | ローラ・ベイリー     | 大平あひる |
| メリー・ジェーン・ワトソン                | タラ・ストロング     | 織江珠生   |
| グリーン・ゴブリン                        | ジョシュ・キートン   | 花田光     |
| ドクター・オクトパス                      | ロビー・デイモンド   | 菅原雅芳   |
| 女性科学者A                               | ジェニファー・ホール | 松村夏紀   |
| 女性科学者B                               | タラ・ストロング     | 織江珠生   |
| 配達員の男                                | ベン・プロンスキー   | 蒔村拓哉   |

### よろしく!スパイディとすごいなかまたち（2021）
このタイトルの子供向けアニメが、2021年8月6日にアメリカのディズニージュニアで放送されることが2019年6月16日に発表された。ピーターパーカー/スパイダーマンの声はベンジャミン・ヴァリックが演じている（日本語吹き替え版では上野黎也。

### スパイダーマン:フレンドリー・ネイバーフッド（2025年）
2021年11月12日、マーベル・シネマティック・ユニバースを舞台にしたスパイダーマンの新作アニメ作品「Spider-Man: Freshman Year」を発表。この作品は、ピーター・パーカーがスパイダーマンになるまでの経路を説明しており、Disney+で配信するために製作を進めている。その後、2024年に配信される本作のタイトルを「Your Friendly Neighborhood Spider-Man」に変更したと2023年に発表。本作のピーター・パーカー役は、「ホワット・イフ...?」シーズン1 第5話で同役（日本語吹き替え版では榎木淳弥）を担当したハドソン・テームズが担当。チャーリー・コックスもデアデビルを続投し、本作に出演。
2025年1月29日より全世界のDisney+で配信されている。ピーター・パーカーの日本語吹き替え版は、内田雄馬が勤めている。

## 他シリーズでの登場
- スパイダーウーマン

登場エピソードは「Pyramids of Terror」と「The Kongo Spider」、担当声優はポール・ソールズ。
- 地上最強のエキスパートチーム G.I.ジョー

登場エピソードは「ロッキー山脈の戦い（Twenty Questions）」だが、テレビ画面での登場だけでジャンプシーンのアクションのみ（声はなし）。
- X-MEN

登場エピソードは「フェニックスサーガ：ジーンよ永遠に」だが、手でクモ糸を飛ばしているシーンのみ。
- Fantastic Four: World's Greatest Heroes

シーズン1の第19話「Frightful」に登場。スパイダーマンには変身しないが、キャップ棒をかぶっている。
- アベンジャーズ 地球最強のヒーロー

登場エピソードは「Along Came a Spider...」、声優はドレイク・ベル。当初はスペクタキュラー・スパイダーマンで同役を演じたジョシュ・キートンが再演する予定で既に収録は済んでいたものの、結果的にベルの声で再収録された。
- ディスク・ウォーズ:アベンジャーズ

日本語版では川田紳司、英語吹き替え版ではロビー・デイモンドが演じている。
- マーベル フューチャー・アベンジャーズ

日本語版ではディスク・ウォーズと同様、川田が演じている。英語吹き替え版でもデイモンドが演じている。

### マーベル・アニメイテッド・ユニバース
- アベンジャーズ・アッセンブル

彼はこの作品の中で5本も登場しており、ドレイク・ベルが担当している（ロビー・デイモンドが演じているエピソード「ブラックパンサーの秘策: パート2」を除く）。「ハルクのお出かけ」では、彼がホットドッグを売っている場面が見られる。「アベンジャーズ分裂」では、キャプテン・アメリカの代わりにスパイダーマンがアベンジャーズに一度だけ加入するが、キャプテン・アメリカとアイアンマンが協力できないと判断したため、回の終盤近くでチームを去った。 その後は「スクアドロン・スプリーム 崩壊」と「アベンジャーズワールド」でも登場。「ブラックパンサーの秘策: パート2」では、スパイダーマンがブラック・パンサーと協力しバルチャーと戦っている。
- ハルク: スマッシュ・ヒーローズ

エピソード「コレクター」に登場、ドレイク・ベルが担当。スパイディはハルクとチームを結成し、コレクターをやっつける。また彼は、「ヴェノムの脅威」、「デビル･ダイナソーを救え」、「未来へのスマッシュ　パート1　恐竜時代」（スパイダー・ラプター役としてのご登場）、「惑星モンスター パート2」にも登場している。
- ガーディアンズ・オブ・ギャラクシー

エピソード「ニューヨークよ、再び」で登場、この作品ではデイモンドが初めてパーカーを演じている。

### テレビスペシャル
- フィニアスとファーブ／マーベル・ヒーロー大作戦

2013年夏に放送されたフィニアスとファーブの特別番組、マイティ・ソー、アイアンマン、ハルクと並んで登場。彼を演じたのはオリジナル版のドレイク・ベルと日本語吹き替え版の川田紳司。

### その他のアニメシリーズ
マペット・ベイビーズ
声 - ?
「Comic Capers」に登場。映像には1981年版と1967年版が流用されている。おそらくこの回の日本語吹き替え版は無い（放送実績はあったと思われるが確認できない）。

## 歴代の担当声優
こちらはテレビアニメ版およびWEBアニメ版を指している。それ以外の声優も含める場合は、スパイダーマンのメディアミックス作品#歴代の担当声優を参照。
| No. (何人目) | 担当声優 | 担当時期                  | 初担当作品                                                                                      | 最終担当作品                                              | 出典・備考           |
| ------------ | -------- | ------------------------- | ----------------------------------------------------------------------------------------------- | --------------------------------------------------------- | -------------------- |
| 1人目        | 富山敬   | 1974年                    | スパイダーマン (1967) 初代                                                                      | スパイダーマン (1967) 初代                                |                      |
| 2人目        | 田中秀幸 | 1981年                    | スパイダーマン (1967) 2代目                                                                     | スパイダーマン (1967) 2代目                               | [ 20 ]               |
| 3人目        | 山口健   | 1992年春                  | 創映新社制作・スパイダーマン＆アメイジング・フレンズ 初代                                       | 創映新社制作・スパイダーマン＆アメイジング・フレンズ 初代 |                      |
| 4人目        | 猪野学   | 2004年4月 - 2010年        | スパイダーマン新アニメシリーズ                                                                  | スペクタキュラー・スパイダーマン                          | [ 21 ] [ 22 ] [ 23 ] |
| 5人目        | 森川智之 | 2004年7月 - 2006年1月14日 | スパイダーマン（1994年アニメシリーズ）                                                          | 東北新社制作・スパイダーマン&アメイジング・フレンズ 3代目 | [ 24 ]               |
| 6人目        | 川田紳司 | 2012年 - 2018年           | アルティメット・スパイダーマン                                                                  | おしえて！スパイダーマン                                  | [ 25 ] [ 26 ]        |
| 7人目        | 岩中睦樹 | 2017年 - 2022年           | マーベル スパイダーマン                                                                         | マーベル スパイダーマン                                   | [ 27 ] [ 28 ]        |
| 8人目        | 上野黎也 | 2021年 - 2024年5月5日     | よろしく！スパイディとすごいなかまたち（第1話～第29話）                                         | スパイディとすごいなかまたち（第57話まで）                | [ 11 ]               |
| 9人目        | 見崎歩誠 | 2024年6月16日 - 継続中    | スパイディとすごいなかまたち（第58話以降） よろしく！スパイディとすごいなかまたち（第30話以降） | 継続中                                                    |                      |
| 10人目       | 内田雄馬 | 2025年1月29日 - 予定      | スパイダーマン:フレンドリー・ネイバーフッド                                                     | 予定                                                      | [ 16 ]               |

## ネット配信
| 作品種類                                               | ディズニープラス（アメリカ） | ディズニープラス（日本） |
| ------------------------------------------------------ | ---------------------------- | ------------------------ |
| スパイダーマン （1967年）                              | ×                            | ×                        |
| アメイジング・スパイダーマン （1978年）                | ×                            | ×                        |
| 東映版スパイダーマン （1978年）                        | ×                            | ×                        |
| スパイダーマン （1981年）                              | ○                            | ×                        |
| スパイダーマン&アメイジング・フレンズ （1981年）       | △                            | △                        |
| スパイダーマン （1994年）                              | ○                            | ×                        |
| スパイダーマン・アンリミテッド （1999年）              | ○                            | ○                        |
| スパイダーマン 新アニメシリーズ （2003年）             | ×                            | ×                        |
| スペクタキュラー・スパイダーマン （2008年）            | ×                            | ×                        |
| アルティメット・スパイダーマン （2012年）              | ○                            | ○                        |
| マーベル スパイダーマン （2017年）                     | ○                            | ○                        |
| マーベル おしえて!スパイダーマン （2017年）            |                              |                          |
| LEGO マーベル スパイダーマン/ヴェノムの野望 （2019年） | ×                            | ×                        |
| スパイディとすごいなかまたち （2021年）                | ○                            | ○                        |
| スパイダーマン:フレンドリー・ネイバーフッド （2025年） | ○                            | ○                        |